# Lijst van personen uit Makarska
De lijst van personen uit Makarska geeft een overzicht van personen die in de Kroatische stad Makarska zijn geboren, wonen of hebben gewoond.

## B
- Frane Barbieri (1923-1987), journalist
- Jure Bilić (1922-2006), politicus
- Gabriel Bilos (2001), basketballer
- Alen Bokšić (1970), voetballer

## C
- Mario Carević (1982), voetballer

## D
- Dolores Bracanović (1916-1997), professor
- Mate Dragičević (1979), voetballer
- Stipe Drviš (1973), boxer

## G
- Zlatko Gareljić (1959), politicus

## J
- Karlo Jurišić (1918), franciscaan

## L
- Žanamari Lalić (1981), zangeres
- Dražen Lalić (1950), professor
- Mirjana Lučić (1982), tennisspeelster

## M
- Ani Mijačika (1987), tennisspeelster

## P
- Pero Pejić (1982), voetballer
- Jagoda Premužić (1954), jurist

## R
- Jure Radić (1920-1990), franciscaan

## S
- Marileo Staničić (1963), acteur
- Nera Stipičević (1983), actrice en zangeres

## T
- Silvija Talaja (1978), tennisspeelster

## V
- Iva Visković (1983), actrice
- Ivo Visković (1949), politicus
- Božena Vranješ - Šoljan (1945), professor
- Josip Vujčić (1980), filmregisseur en acteur